# Adamów, huyện Łuków
Adamów [aˈdamuf] là một ngôi làng ở huyện Łuków, Lublin Voivodeship, ở miền đông Ba Lan. nó là khu vực hành chính của 1 gmina (quận hành chính) được gọi là Gmina Adamów. Nó nằm ở góc đông bắc của khu vực Lesser Poland lịch sử, nó cah1c Łuków khoảng 21 kilômét (13 mi) về phía Tây Nam và cách thủ phủ khu vực Lublin 60 km (37 mi) về phía bắc.
Năm 2005 làng có dân số 2.100 người. Nó được chia thành hai sołectwos: Adamów I và Adamów II. Trước đây, từ năm 1539 đến 1870, Adamów có địa vị là một thị trấn. Cạnh làng, có dòng sông Motwica. Adamów là trụ sở của một giáo xứ Công giáo La Mã của Holy Cross.
Lịch sử của Adamów bắt đầu từ năm 1539, khi Vua Zygmunt I của Ba Lan ban hành một điều lệ cho một thị trấn tên là Jadaromin, sau đó tên được đổi thành Adamów. Vào thời điểm đó, nó thuộc về hai anh em Adam và Hieronim Rusiecki, người vào năm 1545 đã thành lập tại đây một nhà thờ giáo xứ. Vào năm 1569, trong thời kỳ hoàng kim của Ba Lan, Adamów có dân số là 415 người và đến năm 1576, dân số đã tăng lên khoảng 700 người. Cho đến khi chia cắt Ba Lan, Adamów là một phần của Vùng đất Stezyca, Sandomierz Voivodeship. Năm 1795 - 1807, nó là một phần của Đế chế Habsburg, vào năm 1815 - 1915, nó thuộc về Quốc hội Ba Lan do Nga kiểm soát.
Sau cuộc nổi dậy tháng 1, Adamów đã bị tước điều lệ thị trấn (1869). Vào thời điểm đó, dân số của nó khoảng 1.000 người, với 90 căn nhà. Ngôi làng vẫn nằm trong tay tư nhân, vào năm 1869, gmina của nó đã được chuyển đến Gulow gần đó, để trở về Adamów vào năm 1880.
Đầu tháng 10 năm 1939, trong cuộc xâm lược Ba Lan của Đức, khu vực Adamow đã chứng kiến sự chiến đấu giữa Quân đội Ba Lan và Wehrmacht, trong Trận chiến Kock. Năm 1943, hầu hết ngôi làng bị cháy trong một vụ hỏa hoạn.

## Lịch sử Do Thái
Người Do Thái sống ở Adamów từ thế kỷ 19. Vào đầu thế kỷ 20, họ chiếm khoảng 30% tổng dân số và ở đây có các giáo đường, nghĩa trang, trường học và các chi nhánh của các phong trào chính trị Do Thái khác nhau. Trong cuộc tàn sát, một khu ổ chuột đã được hình thành, sinh sống ở thị trấn Do Thái, cùng với những người Do Thái khác từ các làng lân cận, dọc theo một con đường trong thị trấn. Vụ hành quyết đầu tiên được Đức Quốc xã tổ chức vào tháng 11 năm 1940, bên ngoài nghĩa trang địa phương. Đến năm 1943, khoảng 1700 người Do Thái sống ở khu ổ chuột. Họ bị trục xuất đến trại hủy diệt Treblinka vào tháng 10 năm 1942. Giáo đường địa phương đã bị cháy và nó không còn rõ ràng kể từ đó. Nghĩa trang Do Thái, tuy nhiên, đã được cải tạo vào năm 2001 và vẫn có thể được viếng thăm.

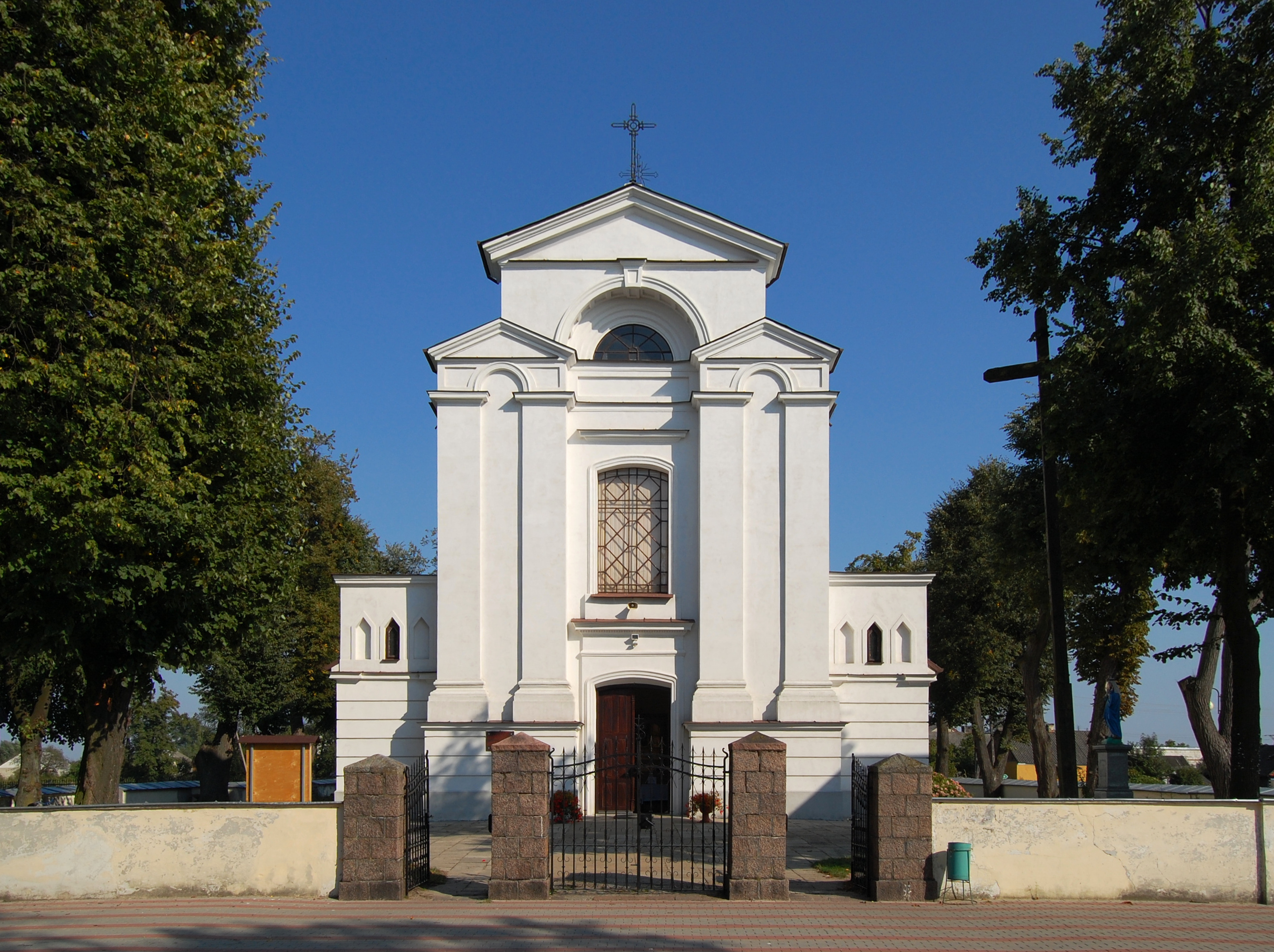
Nhà thờ ở Adamów